# Grandfalls (Texas)
Grandfalls es un pueblo ubicado en el condado de Ward en el estado estadounidense de Texas. En el Censo de 2010 tenía una población de 360 habitantes y una densidad poblacional de 257,4 personas por km².

## Geografía
Grandfalls se encuentra ubicado en las coordenadas 31°20′26″N 102°51′16″O / 31.34056, -102.85444. Según la Oficina del Censo de los Estados Unidos, Grandfalls tiene una superficie total de 1.4 km², de la cual 1.4 km² corresponden a tierra firme y (0%) 0 km² es agua.

## Demografía
Según el censo de 2010, había 360 personas residiendo en Grandfalls. La densidad de población era de 257,4 hab./km². De los 360 habitantes, Grandfalls estaba compuesto por el 83.61% blancos, el 2.78% eran afroamericanos, el 0.83% eran amerindios, el 0% eran asiáticos, el 0% eran isleños del Pacífico, el 8.89% eran de otras razas y el 3.89% pertenecían a dos o más razas. Del total de la población el 46.39% eran hispanos o latinos de cualquier raza.